# Сако Вешо (Перуђа)
Сако Вешо је насеље у Италији у округу Перуђа, региону Умбрија.
Према процени из 2011. у насељу је живело 37 становника. Насеље се налази на надморској висини од 731 м.